# Palaiseau
Palaiseau ist eine französische Gemeinde mit 36.067 Einwohnern (Stand 1. Januar 2022) und die Unterpräfektur (sous-préfecture) des gleichnamigen Arrondissements im Département Essonne, das südlich an Paris angrenzt. Durch die Stadt fließt die Yvette.
Der Ort gehört zum unmittelbaren südwestlichen Einzugsbereich der Hauptstadt und ist eine bevorzugte Wohngegend.

## Geschichte
Nach der Webseite der Gemeinde leitet sich der Name Palaiseau vom lateinischen palatiolum ab, einem Diminutiv von palatium. Der Name bezieht sich auf einen kleinen merowingischen Königspalast, in dem sich im 6. und 7. Jahrhundert der Pariser König Childebert I. und später Königin Bathilde, die Witwe von Chlodwig II., mit ihrem Sohn Chlothar III. aufgehalten haben sollen. Die spätere Entwicklung der Gemeinde wurde geprägt durch deren Nähe zu Paris und ihre Rolle als Zwischenstation auf der Achse Paris-Chartres.
Bis zum 18. Jahrhundert ähnelte Palaiseau einem großen Straßendorf und stützte sich wirtschaftlich auf Aktivitäten, die an die geografischen Gegebenheiten angepasst waren:
- Auf dem Plateau von Saclay fand hauptsächlich Getreideanbau statt.
- An den Hängen zwischen dem Plateau und dem Tal wurde zunächst Wein angebaut, später Gemüse.
- Im Tal befanden sich Mühlen, Webereien und auch große Wiesenflächen für die Heugewinnung. Durch die Entwicklung des Handels und des Handwerks entstanden neue Erwerbszweige.

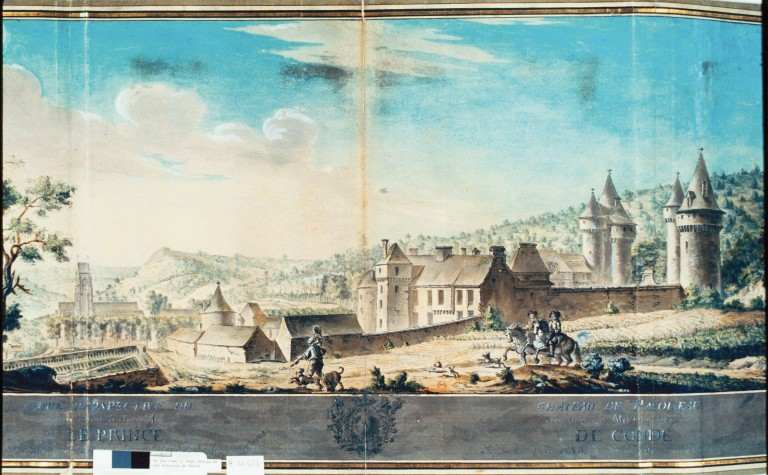
Historische Ansicht des Château de Palaiseau
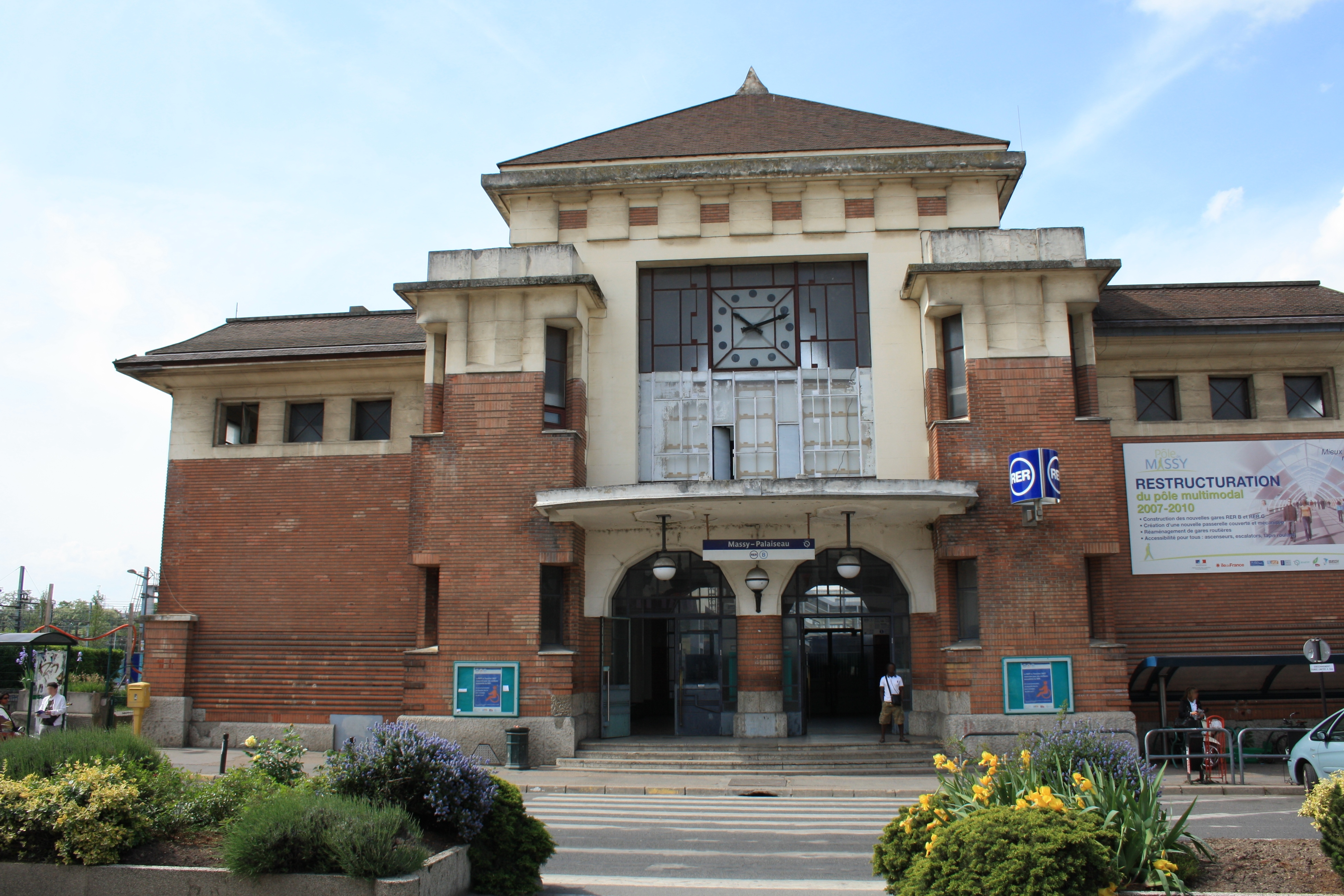
Bahnhof Massy-Palaiseau
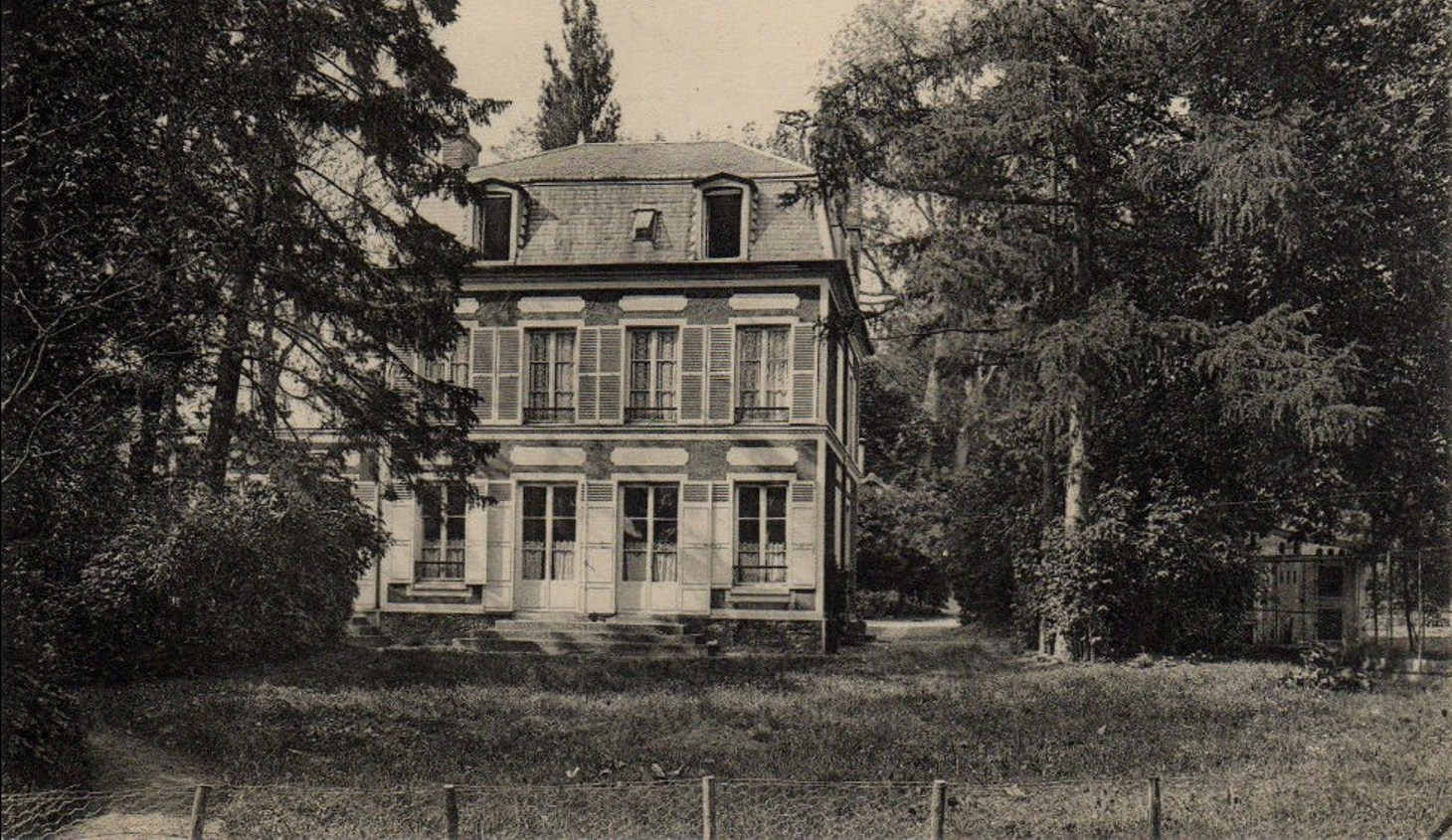
Ehemaliges Wohnhaus von George Sand und dem Kupferstechers Alexandre Manceau. George Sand bezog das Anwesen 1864 und verkaufte es 1869.

Palaiseaus Funktion als Relaisstation für Postkutschen wandelte sich Mitte des 19. Jahrhunderts. Der Ort wurde 1860 an die Eisenbahn angeschlossen und entwickelte sich in der Folge zu einem auch bei Prominenten beliebten Urlaubsort. Schriftstellerinnen und Schriftstellern wie unter anderem George Sand, Alexandre Dumas der Jüngere oder Charles Péguy folgten betuchte Bürger, die sich Villen und kleine Schlösser in der Nähe der Bahnstationen errichten ließen.

### Fort de Palaiseau

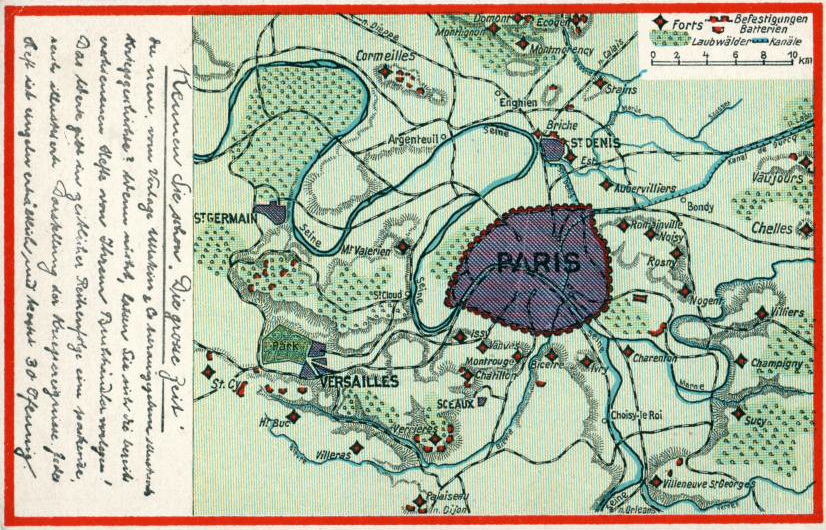
Plan der Forts zur Verteidigung von Paris (Mitte rechts: Vaujours)

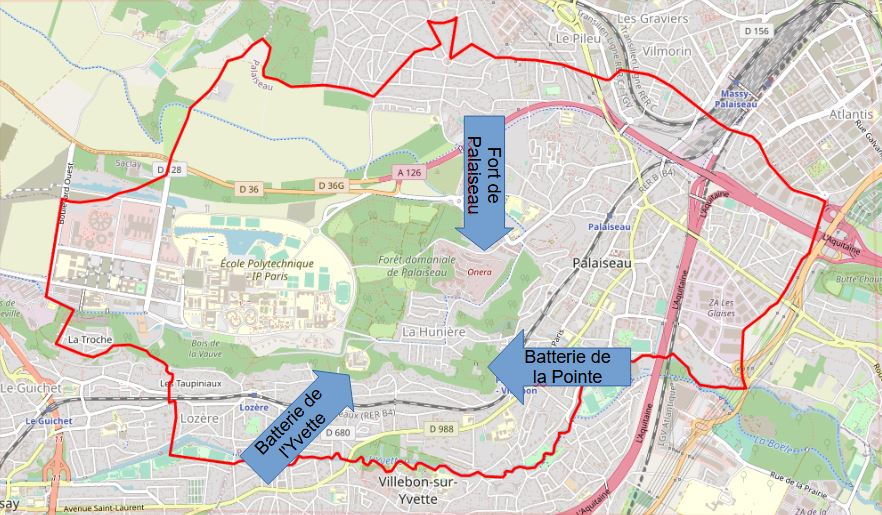
Fort de Palaiseau und seine beiden Batterien

Nach dem Deutsch-Französischen Krieg 1870/71 wurde das Fort de Palaiseau errichtet. Es war Teil der Barrière de fer („Eiserne Barriere“) zur Verteidigung von Paris. Zu der Festung
am Rande des Saclay-Plateaus gehören die beiden Batterien La Pointe und L’Yvette.
Die Festungsanlage, die nie von direkten Kriegshandlungen betroffen war, wurde von der französischen Armee als Kaserne genutzt und während des Zweiten Weltkriegs von deutschen Truppen besetzt. Vor der Besetzung durch die deutsche Wehrmacht diente die Batterie de l’Yvette vom 1. März 1940 an vorübergehend als Centre de séjour surveillé (CSS, Bewachtes Wohnzentrum). Als Nebenlager des Fort de Vaujours wurden hier etwa 30 indésirables untergebracht – aus der Haft entlassene Personen, die nach Auffassung der Behörden eine Gefahr für die öffentliche Sicherheit darstellten. Wie lange dieses Internierungslager bestand und was mit den Internierten geschah, ist nicht bekannt. 1947 wurde die Batterie de l’Yvette als Labor eingerichtet und wird heute von der École Nationale Supérieure des Techniques Avancées (ENSTA) genutzt. Laut Google-Maps handelt es sich dabei um das Laboratoire d’Optique Appliquée (LOA) der ENSTA. Von der ursprünglichen Bausubstanz ist nur noch wenig erhalten geblieben.
Das eigentliche Fort de Palaiseau ist Sitz der ONERA, dem Office national d’études et de recherches aérospatiales. Die Batterie de la Pointe beherbergte von 1947 bis 1969 das Centre national d’études des télécommunications (CNET), das die Kasernen in Büros und Laboratorien umwandelte. Eine Nachnutzung fand noch bis 1987 statt, bevor dann die Batterie 1998 in kommunalen Besitz überging. In Zusammenarbeit mit der ADPP soll die Batterie das Herzstück eines Naturschutzgebietes werden.

## Bildung
Drei bedeutende technische Hochschulen (Grandes écoles) haben ihren Sitz in Palaiseau: Die École polytechnique, die ENSTA ParisTech (École nationale supérieure de techniques avancées) und die Institut d’Optique Graduate School. Die ersten beiden sind nun in Institut polytechnique de Paris und die dritte in Universität Paris-Saclay zusammengefasst.

## Wirtschaft
Mit der Firma Solems hat sich hier ein wachstumsorientiertes Unternehmen der Spitzentechnologie angesiedelt, das sich vor allem auf Solarzellen und Dünnschichtmodule aus amorphem Silizium sowie auf Lichtsensoren und photovoltaische Inselsysteme spezialisiert hat.

## Verkehr
Palaiseau ist mit drei Stationen an der S-Bahn-artigen Vorortsbahnstrecke RER B an den öffentlichen Nahverkehr im Großraum Paris angebunden. Im benachbarten Massy befindet sich der Bahnhof Massy-Palaiseau, ein Doppelbahnhof für die Strecken RER B und RER C. Gleich daneben liegt der Bahnhof Massy TGV, der Anschluss an das französische Hochgeschwindigkeitszugsystem bietet. Ferner führt die Autoroute A 10 (L’Aquitaine) mit einer Anschlussstelle am Bahnhof Massy-Palaiseau durch die Stadt.

## Städtepartnerschaften
Das westfälische Unna in Deutschland ist die Partnerstadt von Palaiseau.

## Töchter und Söhne der Gemeinde
- Joseph Bara (1779–1793), republikanischer Soldat während der Französischen Revolution
- Idriss Boudrioua (* 1958), französisch-brasilianischer Saxophonist
- Françoise Chandernagor (* 1945), Schriftstellerin
- Sylvain Garant (1925–1993), Autorennfahrer
- Micheline Luccioni (1930–1992), Schauspielerin
- Sébastien Vigier (* 1997), Bahnradsportler